# Pericoma anderssoni
Pericoma anderssoni är en tvåvingeart som först beskrevs av Nielsen 1965.  Pericoma anderssoni ingår i släktet Pericoma och familjen fjärilsmyggor. Inga underarter finns listade i Catalogue of Life.